# Gran Premio de Italia de Motociclismo de 2005
El Gran Premio de Italia de Motociclismo de 2005 fue la quinta prueba del Campeonato del Mundo de Motociclismo de 2005. Tuvo lugar en el fin de semana del 3 al 5 de junio de 2005 en el Autódromo Internacional del Mugello, situado en la ciudad de Mugello, Italia. La carrera de MotoGP fue ganada por Valentino Rossi, seguido de Max Biaggi y Loris Capirossi. Dani Pedrosa ganó la prueba de 250cc, por delante de Jorge Lorenzo y Alex de Angelis. La carrera de 125cc fue ganada por Gábor Talmácsi, Thomas Lüthi fue segundo y Joan Olivé tercero.

## Resultados

### Resultados MotoGP
| Pos. | Piloto           | Constructor | Tiempo    | Parrilla | Pts. |
| ---- | ---------------- | ----------- | --------- | -------- | ---- |
| 1    | Valentino Rossi  | Yamaha      | 42:42.994 | 1        | 25   |
| 2    | Max Biaggi       | Honda       | +0.359    | 3        | 20   |
| 3    | Loris Capirossi  | Ducati      | +3.874    | 6        | 16   |
| 4    | Marco Melandri   | Honda       | +3.979    | 7        | 13   |
| 5    | Carlos Checa     | Ducati      | +7.898    | 8        | 11   |
| 6    | Nicky Hayden     | Honda       | +8.204    | 4        | 10   |
| 7    | Alex Barros      | Honda       | +11.572   | 13       | 9    |
| 8    | Makoto Tamada    | Honda       | +25.394   | 10       | 8    |
| 9    | Colin Edwards    | Yamaha      | +25.885   | 12       | 7    |
| 10   | Shinya Nakano    | Kawasaki    | +36.549   | 9        | 6    |
| 11   | John Hopkins     | Suzuki      | +41.637   | 5        | 5    |
| 12   | Alex Hofmann     | Kawasaki    | +43.659   | 14       | 4    |
| 13   | Troy Bayliss     | Honda       | +43.916   | 17       | 3    |
| 14   | Rubén Xaus       | Yamaha      | +51.575   | 15       | 2    |
| 15   | Kenny Roberts Jr | Suzuki      | +1:10.275 | 11       | 1    |
| 16   | Shane Byrne      | Proton      | +1:12.582 | 18       |      |
| 17   | Roberto Rolfo    | Ducati      | +1:13.047 | 19       |      |
| 18   | Franco Battaini  | Blata       | +18.864   | 21       |      |
| 19   | David Checa      | Yamaha      | +1:40.126 | 16       |      |
| Ret  | Sete Gibernau    | Honda       | Ret       | 2        |      |
| Ret  | James Ellison    | Blata       | Ret       | 20       |      |

## Resultados 250cc
| Pos. | Piloto            | Constructor | Tiempo    | Parrilla | Pts. |
| ---- | ----------------- | ----------- | --------- | -------- | ---- |
| 1    | Dani Pedrosa      | Honda       | 40:31.909 | 7        | 25   |
| 2    | Jorge Lorenzo     | Honda       | +1.186    | 1        | 20   |
| 3    | Alex de Angelis   | Aprilia     | +1.557    | 5        | 16   |
| 4    | Casey Stoner      | Aprilia     | +1.590    | 2        | 13   |
| 5    | Sebastián Porto   | Aprilia     | +6.106    | 6        | 11   |
| 6    | Héctor Barberá    | Honda       | +8.291    | 8        | 10   |
| 7    | Hiroshi Aoyama    | Honda       | +11.801   | 9        | 9    |
| 8    | Andrea Dovizioso  | Honda       | +11.869   | 3        | 8    |
| 9    | Simone Corsi      | Aprilia     | +21.975   | 12       | 7    |
| 10   | Chaz Davies       | Aprilia     | +42.381   | 17       | 6    |
| 11   | Andrea Ballerini  | Aprilia     | +42.499   | 10       | 5    |
| 12   | Mirko Giansanti   | Aprilia     | +43.082   | 18       | 4    |
| 13   | Radomil Rous      | Honda       | +1:06.264 | 23       | 3    |
| 14   | Gregory Leblanc   | Aprilia     | +1:16.905 | 20       | 2    |
| 15   | Hugo Marchand     | Aprilia     | +1:28.269 | 19       | 1    |
| 16   | Álvaro Molina     | Aprilia     | +1:31.411 | 28       |      |
| 17   | Martín Cárdenas   | Aprilia     | +1:35.652 | 30       |      |
| 18   | Jarno Ronzoni     | Aprilia     | +1:39.461 | 22       |      |
| Ret  | Gabor Rizmayer    | Yamaha      | Ret       | 27       |      |
| Ret  | Yuki Takahashi    | Honda       | Ret       | 13       |      |
| Ret  | Yves Polzer       | Aprilia     | Ret       | 24       |      |
| Ret  | Sylvain Guintoli  | Aprilia     | Ret       | 14       |      |
| Ret  | Jakub Smrž        | Honda       | Ret       | 11       |      |
| Ret  | Frederik Watz     | Yamaha      | Ret       | 29       |      |
| Ret  | Alex Baldolini    | Aprilia     | Ret       | 15       |      |
| Ret  | Randy de Puniet   | Aprilia     | Ret       | 4        |      |
| Ret  | Alex Debón        | Honda       | Ret       | 26       |      |
| Ret  | Dirk Heidolf      | Honda       | Ret       | 21       |      |
| Ret  | Arnaud Vincent    | Fantic      | Ret       | 25       |      |
| Ret  | Roberto Locatelli | Aprilia     | Ret       | 16       |      |

## Resultados 125cc
| Pos. | Piloto                   | Constructor | Tiempo    | Parrilla | Pts. |
| ---- | ------------------------ | ----------- | --------- | -------- | ---- |
| 1    | Gábor Talmácsi           | KTM         | 40:12.658 | 2        | 25   |
| 2    | Thomas Lüthi             | Honda       | +0.060    | 6        | 20   |
| 3    | Joan Olivé               | Aprilia     | +14.713   | 13       | 16   |
| 4    | Mattia Pasini            | Aprilia     | +14.725   | 4        | 13   |
| 5    | Tomoyoshi Koyama         | Honda       | +15.079   | 20       | 11   |
| 6    | Manuel Poggiali          | Gilera      | +18.040   | 17       | 10   |
| 7    | Julián Simón             | KTM         | +18.200   | 8        | 9    |
| 8    | Fabrizio Lai             | Honda       | +18.683   | 9        | 8    |
| 9    | Toshihisa Kuzuhara       | Honda       | +20.133   | 14       | 7    |
| 10   | Alexis Masbou            | Honda       | +20.311   | 22       | 6    |
| 11   | Michele Conti            | Honda       | +28.626   | 7        | 5    |
| 12   | Álvaro Bautista          | Honda       | +31.791   | 30       | 4    |
| 13   | Manuel Hernández         | Aprilia     | +31.817   | 29       | 3    |
| 14   | Lorenzo Zanetti          | Aprilia     | +34.742   | 16       | 2    |
| 15   | Raffaele de Rosa         | Aprilia     | +34.762   | 21       | 1    |
| 16   | Andrea Iannone           | Aprilia     | +45.303   | 31       |      |
| 17   | Aleix Espargaró          | Honda       | +45.410   | 23       |      |
| 18   | Dario Giuseppetti        | Aprilia     | +48.459   | 36       |      |
| 19   | Michele Pirro            | Malaguti    | +48.610   | 18       |      |
| 20   | Gioele Pellino           | Malaguti    | +48.615   | 26       |      |
| 21   | Nicolás Terol            | Derbi       | +49.412   | 35       |      |
| 22   | Pablo Nieto              | Derbi       | +49.460   | 28       |      |
| 23   | Jordi Carchano           | Aprilia     | +53.125   | 34       |      |
| 24   | Lorenzo Baroni           | Aprilia     | +1:02.887 | 19       |      |
| 25   | Imre Tóth                | Aprilia     | +1:05.235 | 33       |      |
| 26   | Raymond Schouten         | Honda       | +1:05.289 | 32       |      |
| 27   | Karel Abraham            | Aprilia     | +1:05.307 | 37       |      |
| 28   | Vincent Braillard        | Aprilia     | +1:07.881 | 41       |      |
| 29   | Lorenzo Verdini          | Aprilia     | +1:38.237 | 38       |      |
| Ret  | Héctor Faubel            | Aprilia     | Ret       | 3        |      |
| Ret  | Sergio Gadea             | Aprilia     | Ret       | 15       |      |
| Ret  | Mika Kallio              | KTM         | Ret       | 1        |      |
| Ret  | Mike Di Meglio           | Honda       | Ret       | 11       |      |
| Ret  | Federico Sandi           | Honda       | Ret       | 40       |      |
| Ret  | Marco Simoncelli         | Aprilia     | Ret       | 5        |      |
| Ret  | Sandro Cortese           | Honda       | Ret       | 27       |      |
| Ret  | Ángel Rodríguez Campillo | Honda       | Ret       | 12       |      |
| Ret  | Nico Vivarelli           | Honda       | Ret       | 24       |      |
| Ret  | Lukáš Pešek              | Derbi       | Ret       | 10       |      |